# Heptacarus reticulatus
Heptacarus reticulatus är en kvalsterart som beskrevs av Sandór Mahunka 1977. Heptacarus reticulatus ingår i släktet Heptacarus och familjen Lohmanniidae. Inga underarter finns listade i Catalogue of Life.